# Шипе-Тотек
Шипе-Тотек (ацт. Xipe Totēc — тот, что со снятой кожей) — в ацтекской мифологии божество, связанное с обновлением природы, сельского хозяйства и времён года, покровитель золотых дел мастеров. Был богом восточной стороны света. Считалось, что он насылает на людей болезни, эпидемии, слепоту и глухоту. Позже Шипе-Тотек частично слился с Тескатлипокой в виде красного Тескатлипоки (ацт. Тлатауки Тескатлипока).

## Символы

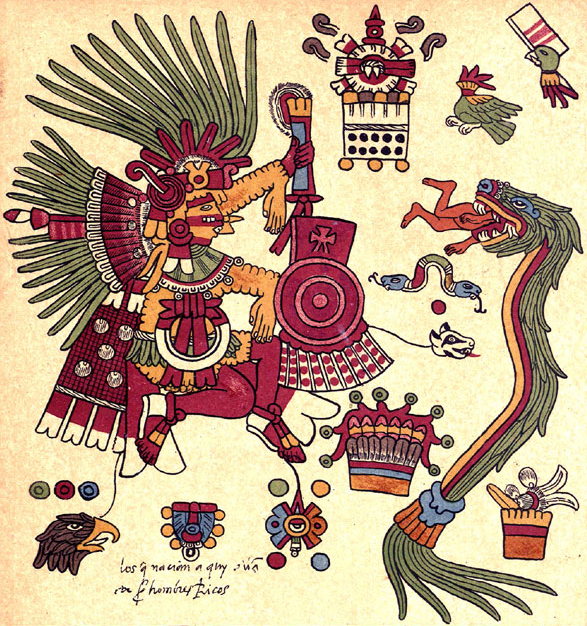
Шипе-Тотек

На лице Шипе-Тотека маска из человеческой кожи, на голове — шапка с двумя украшениями в виде ласточкина хвоста, в руках — жезл с погремушкой наверху и щит.

## Праздник Шипе-Тотека
У всех народов Центральной Америки существовал праздник с обрядом жертвоприношения Шипе-Тотеку, на котором жрецы, одевшись в кожу принесённых в жертву людей, танцевали вместе с воинами, захватившими пленных.